# 大東市立四条北小学校
大東市立四条北小学校（だいとうしりつ しじょうきたしょうがっこう）は、大阪府大東市西楠の里町にある公立小学校。

## 沿革
- 1966年（昭和41年）4月1日 - 開校。

## 通学区域
- 北新町、明美の里町、北楠の里町、中楠の里町、南楠の里町、西楠の里町、津の辺町、南津の辺町[1]

※卒業後は基本的に大東市立深野中学校に進学する。